# Unniyachi Charitham
Unniyachi Charitham es un antiguo poema escrito en idioma malabar que se considera el más antiguo de los antiguos Manipravala Champukas y el primer Champukavya en malabar. Se cree que fue escrito en el siglo XIII durante el período malayalam medio. El poema trata sobre Unniyachi, un bailarín del templo de Tirumaruthur cerca de Tirunelli. Uyyiyachi Charitham tiene su lugar en diversos campos como la lengua, la literatura y la historia social y nacional. Thevar Chirikumaran se menciona en el poema como su autor. También se menciona en el poema que Rama Chirikumaran copió el poema en el manuscrito de hoja de palma.

## Descripción general
Se cree que el período de redacción del poema fue entre principios y finales del siglo XIII. A partir de las referencias contenidas en esta obra, Ulloor postula que el Unniachicharitam debe haber sido escrito antes de 1346 d. C. El tema de Unniyachi Charitham es el enamoramiento de un Gandharvan con Unniyachi, la menor de las dos hijas de Achiyar, la hija de Nangaiah, que vino de Atiyamanallur en Salem a Kolathunath y de allí a Tirumaruthur en Purakizhanadu (actual Kottayam).